# Agave margaritae
Agave margaritae ist eine Pflanzenart aus der Gattung der Agaven (Agave). Ein englischer Trivialname ist „Magdalena Island Agave“.

## Beschreibung
Agave margaritae formt kleine Rosetten, die spärlich Ausläufer bilden. Die oval bis breit lanzettförmig, dick, fleischig, variabel angeordneten, hell-gelbgrünen, spitz zulaufenden Blätter sind 10 bis 25 cm lang und 7 bis 10 cm breit. Die Blattränder sind variabel gezahnt und formen einen braunen hornigen Rand. Der kräftige, braune bis graue Enddorn ist 2 bis 3 cm lang.
Der rispige Blütenstand wird 2 bis 3,5 m hoch. Die hellgelben Blüten sind 45 bis 50 mm lang und erscheinen an der oberen Hälfte des Blütenstandes an locker, variabel angeordneten Verzweigungen. Die Blütenröhre ist 14 bis 10 mm lang.
Die länglichen dreikammerigen Kapselfrüchte sind 3 bis 5 cm lang und 1,5 bis 2 cm breit. Die schwarzen, variabel geformten Samen sind 4 bis 5 mm lang und 0,5 mm dick.
Die Blütezeit reicht von Juni bis Juli.

## Systematik und Verbreitung
Agave margaritae wächst in Mexiko in Baja California Sur auf den Inseln Magdalena (Typfundort) und Santa Margarita eng begrenzt. Sie ist vergesellschaftet mit Echinocereus barthelowanus.
Die Erstbeschreibung durch Townshend Stith Brandegee ist 1889 veröffentlicht worden. Ein Synonym ist Agave connochaetoden Trel.
Agave margaritae ist ein Vertreter der Sektion Deserticolae. Sie ist unter den in Niederkalifornien beheimateten Arten durch die differenzierte Blatt- und Blütenstruktur charakterisiert. Die Art ist verwandt mit Agave vizcainoensis. Agave margaritae wird im Huntington Botanic Garden in San Marino in Kalifornien kultiviert.